# Haas VF-16
Der Haas VF-16 ist der Formel-1-Rennwagen von Haas F1 für die Formel-1-Weltmeisterschaft 2016. Er ist der erste Formel-1-Wagen des Teams. Der Wagen wurde am 21. Februar 2016 über das Internet der Öffentlichkeit präsentiert. Die Bezeichnung des Wagens ist eine Anspielung auf die VF-1, die erste CNC-Maschine, die Haas Automation produzierte. Obwohl das V dabei für vertical steht, wurde der Name der Maschine firmenintern als Abkürzung für Very First One (deutsch: Allererste) verwendet.

## Technik und Entwicklung
Der VF-16 ist eine völlige Neuentwicklung, das Chassis wird bei Dallara gefertigt. Angetrieben wird der VF-16 vom Ferrari 059/5, einem 1,6-Liter-V6-Motor von Ferrari mit einem Turbolader.
Neben dem Motor und dem ERS bezieht Haas diverse weitere Teile des Fahrzeugs von Ferrari, darunter das Getriebe, alle mechanischen Teile, die hintere Crashstruktur, die Hydraulik, den Fahrersitz und sogar das Lenkrad.

## Lackierung und Sponsoring
Der VF-16 ist in Silber, Rot und Schwarz lackiert. Auf dem Auto gibt es bis auf Haas Automation auf den Seitenkästen und dem Heckflügel, Richard Mille an der Seite der Fahrzeugnase und Telcel auf den Spiegeln keine Sponsorenaufkleber.

## Fahrer
Haas tritt in der Saison 2016 mit den Fahrern Esteban Gutiérrez und Romain Grosjean an. Gutiérrez war zuvor Testfahrer für Ferrari, Grosjean wechselte vom Lotus-Team zu Haas, das vor Saisonbeginn von Renault übernommen wurde.

## Ergebnisse
| Fahrer                          | Nr.                             | 1   | 2   | 3  | 4  | 5   | 6  | 7  | 8  | 9  | 10  | 11 | 12 | 13 | 14 | 15  | 16  | 17 | 18  | 19 | 20  | 21 | Punkte | Rang |
| ------------------------------- | ------------------------------- | --- | --- | -- | -- | --- | -- | -- | -- | -- | --- | -- | -- | -- | -- | --- | --- | -- | --- | -- | --- | -- | ------ | ---- |
| Formel-1-Weltmeisterschaft 2016 | Formel-1-Weltmeisterschaft 2016 |     |     |    |    |     |    |    |    |    |     |    |    |    |    |     |     |    |     |    |     |    | 29     | 8.   |
| R. Grosjean                     | 8                               | 6   | 5   | 19 | 8  | DNF | 13 | 14 | 13 | 7  | DNF | 14 | 13 | 13 | 11 | DNS | DNF | 11 | 10  | 20 | DNS | 11 | 29     | 8.   |
| E. Gutiérrez                    | 21                              | DNF | DNF | 14 | 17 | 11  | 11 | 13 | 16 | 11 | 16  | 13 | 11 | 12 | 13 | 11  | DNF | 20 | DNF | 19 | DNF | 12 | 29     | 8.   |

| Legende  | Legende            | Legende                                                          |
| Farbe    | Abkürzung          | Bedeutung                                                        |
| -------- | ------------------ | ---------------------------------------------------------------- |
| Gold     | –                  | Sieg                                                             |
| Silber   | –                  | 2. Platz                                                         |
| Bronze   | –                  | 3. Platz                                                         |
| Grün     | –                  | Platzierung in den Punkten                                       |
| Blau     | –                  | Klassifiziert außerhalb der Punkteränge                          |
| Violett  | DNF                | Rennen nicht beendet (did not finish)                            |
| Violett  | NC                 | nicht klassifiziert (not classified)                             |
| Rot      | DNQ                | nicht qualifiziert (did not qualify)                             |
| Rot      | DNPQ               | in Vorqualifikation gescheitert (did not pre-qualify)            |
| Schwarz  | DSQ                | disqualifiziert (disqualified)                                   |
| Weiß     | DNS                | nicht am Start (did not start)                                   |
| Weiß     | WD                 | zurückgezogen (withdrawn)                                        |
| Hellblau | PO                 | nur am Training teilgenommen (practiced only)                    |
| Hellblau | TD                 | Freitags-Testfahrer (test driver)                                |
| ohne     | DNP                | nicht am Training teilgenommen (did not practice)                |
| ohne     | INJ                | verletzt oder krank (injured)                                    |
| ohne     | EX                 | ausgeschlossen (excluded)                                        |
| ohne     | DNA                | nicht erschienen (did not arrive)                                |
| ohne     | C                  | Rennen abgesagt (cancelled)                                      |
| ohne     | keine WM-Teilnahme |                                                                  |
| sonstige | P/fett             | Pole-Position                                                    |
| sonstige | 1/2/3/4/5/6/7/8    | Punktplatzierung im Sprint-/Qualifikationsrennen                 |
| sonstige | SR/kursiv          | Schnellste Rennrunde                                             |
| sonstige | *                  | nicht im Ziel, aufgrund der zurückgelegten Distanz aber gewertet |
| sonstige | ()                 | Streichresultate                                                 |
| sonstige | unterstrichen      | Führender in der Gesamtwertung                                   |